# Spionul Dandana
Spionul Dandana (în engleză Spy Hard) este un film de spionaj comic american din 1996 cu Leslie Nielsen și Nicollette Sheridan în rolurile principale, parodiind filmele cu James Bond și alte filme de acțiune. Partea introductivă a filmului este cântată de artistul comic "Weird Al" Yankovic.

## Rezumat
Agentul secret WD-40 Dick Steele (Leslie Nielsen) și-a reluat activitatea. Alături de misterioasa și minunata Veronique Ukrinsky, agentul 3.14, el trebuie să o salveze pe agenta  Barbara Dahl care fusese răpită și să-l oprească pe geniul răului, un general pe nume Rancor (Andy Griffith), de la tentativa de a prelua controlul asupra întregii lumi.
Rancor este rănit într-o confruntare anterioară și nu mai are brațe. Cu toate acestea, el se poate "arma" el-însuși prin atașarea de membre robotice cu diferite arme. Steele este contactat de către un vechi prieten, agentul Steven Bishop, și i se dă o nouă misiune de către director (Charles Durning), care testează o nouă varietate de deghizări. La sediul central, Steele întâlnește un vechi agent inamic, Norm Coleman (Barry Bostwick), și flirtează cu secretara adorată a directorului, menționată ca Miss Cheevus (Marcia Gay Harden).
În munca sa, Steele este asistat de un agent pe nume Kabul (John Ales), care îl plimbă într-o varietate nesfârșită de mașini special concepute. Ei îi cer ajutor lui McLuckey (Mason Gamble), un copil mic blond, singur acasă, care este foarte bun în alungarea intrușilor. Steele rezistă tentațiilor venite din partea unei femei periculoase (Alexandra Paul), el o găsește așteptându-l în pat. Dar el lucrează foarte strâns cu agentul 3.14 (Nicollette Sheridan), al cărei tată, profesorul Ukrinsky (Elya Baskin), este, de asemenea, ținut captiv de Rancor.
Totul culminează cu confruntarea explozivă din fortăreața generalului, unde Steele o salvează atât pe Barbara Dahl (Stephanie Romanov), cât și pe Miss Cheevus, și-l lansează pe dezarmatul Rancor în spațiul cosmic, salvând omenirea.

## Distribuție
- Leslie Nielsen - Dick Steele, WD-40
- Nicollette Sheridan - Veronique Ukrinsky, Agent 3.14
- Charles Durning - directorul
- Marcia Gay Harden - Miss Cheevus
- Barry Bostwick - Norm Coleman
- John Ales - Kabul
- Andy Griffith - generalul Rancor
- Elya Baskin - profesorul Ukrinsky
- Mason Gamble - McLuckey
- Carlos Lauchu - Slice
- Stephanie Romanov - Victoria și Barbara Dahl
- Dr. Joyce Brothers as Steele's Tag Team Member
- Ray Charles - șoferul de autobuz
- Hulk Hogan as tag-team wrestlers
- Roger Clinton - agentul Clinton
- Robert Culp - om de afaceri
- Fabio Lanzoni - Fabio
- Robert Guillaume - Steven Bishop
- Pat Morita - chelnerul Brian
- Talisa Soto - femeia din pat
- Mr. T - pilot de elicopter
- Alex Trebek - vocea de pa casetade la agenție
- Taylor Negron - pictorul
- Curtis Armstrong - bucătarul de la Pastry
- Tina Arning as Dancer #1
- William Barillaro - șoferul orb
- Michael Berryman - omul cu masca de oxigen
- Downtown Julie Brown - fata cu țigara
- Stephen Burrows - agentul Burrows
- Keith Campbell - hoțul nr. 2
- Carl Ciarfalio - hoțul nr. 1
- Brad Grunberg- poștașul
- Wayne Cotter- dansatorul
- Rick Cramer - Heimlich, teroristul lui Rancor
- Eddie Deezen - gardianul lui Rancor care este scuipat
- Joey Dente - Goombah, Dead Wise Guy
- Paul Eliopoulos - agentul nr. 1
- Andrew Chr*stian English -  Paratrooper
- Johnny G - agentul nr. 2
- Michael Lee Gogin (Brad Garrett, voce) - gardianul pitic al lui SRancor
- Bruce Gray - președintele SUA
- John Kassir - gardianul lui Rancor de la intercom
- Sally Stevens - dirijor/cântăreț vocal
- Thuy Trang - chelnerița îmbrăcată în haine hawaiiene
- "Weird Al" Yankovic - el-însuși în secvența de titlu

## Recepție

### Reacție critică
Recenziile făcute filmului Spionul Dandana au fost predominant negative. Filmul a primit un rating "rotten" de 6% pe Rotten Tomatoes bazat pe 31 de recenzii și un rating de 3.3/10.
James Berardinelli de la ReelViews a scris: "Regizorul Rick Friedberg [...] a creat o comedie îngrozitor de neamuzantă care preia scheciuri din Naked Gun și le-a refăcut fără pic de stil sau de energie. ... În ciuda titlului, care ar putea să vă facă să credeți că este vorba de un parodie a trilogiei de filme de succes cu Bruce Willis, acțiune de mare succes trilogie, Spy Hard nu are nimic de-a face cu Die Hard. Acesta este de fapt o parodie a filmelor cu James Bond, cu câteva aluzii neinventive la Pulp Fiction, Cliffhanger, In the Line of Fire, Mission: Impossible, Speed, E.T. the Extra-Terrestrial, Sister Act, Never Say Never Again, True Lies, Home Alone, Rambo: First Blood Part II, și Jurassic Park. Cu toate acestea, ele provoacă mai degrabă strâmbături decât râsete, chiar și de la cei care găsesc ceva amuzant. Și, în măsura în care Bond este batjocorit, Spionul Dandana este mult mai slab decât Casino Royale."

### Box office
Filmul a fost clasat pe locul 3 la box office cu încasări de 10.448.420 $ în primul week-end, în urma filmelor Mission: Impossible și Twister. Încasările totale s-au ridicat la 26.960.191 $ la casele de bilete din SUA.